# 巴勃罗·埃斯坎东
巴勃罗·埃斯坎东（西班牙語：Pablo Escandón，1856年5月4日—1929年3月31日），墨西哥男子马球运动员。他曾代表墨西哥参加1900年夏季奥林匹克运动会马球比赛，获得一枚铜牌。

## 家庭
弟弟曼努埃尔·埃斯坎东、欧斯塔基奥·埃斯坎东。